# Lampranthus purpureus
Lampranthus purpureus är en isörtsväxtart som beskrevs av L. Bol. Lampranthus purpureus ingår i släktet Lampranthus och familjen isörtsväxter. Inga underarter finns listade i Catalogue of Life.